# Feber (album)
Feber är Coca Carolas sjunde studioalbum. Text & Musik av Coca Carola. Inspelad och mixad av Micke Borg i Acetone studio i mars 2000. Det finns hela fyra gömda bonuslåtar i slutet av skivan. 

## Låtlista
1. Hallå i huvet
2. Ohållbara krav
3. Jag går upp och håller käften
4. Regler
5. Lögner och parodier
6. Pajsare som jag
7. Sagor
8. Tjugohundra
9. Paraplyförsäkring
10. Precis som förut
11. Han vet och han kan
12. Din jävla apa
13. Bäver
14. Fimpletar-Jonsson
15. Vi vaknar
16. Att synas

Not: De fyra sista spåren på skivan är varken angivna på skivans baksida eller i texthäftet.